# امیر جانسون
امیر جانسون (به انگلیسی: Amir Johnson) (زاده ۱۹۸۷ در لس‌آنجلس)، بازیکن حرفه‌ای آمریکایی ان بی ای است.
او برای تیم تورنتو رپترز در کانادا توپ می‌زند.